# Накитль (Хунзахский район)
Накитль — село в Хунзахском районе Дагестана. Входит в состав сельского поселения Хунзахский сельсовет.

## Географическое положение
Расположено в 5 км к юго-западу от районного центра и центра сельского поселения — села Хунзах.

## Население
| 1926 | 1939 | 1970 | 1989 | 2002 | 2010 | 2021 |
| ---- | ---- | ---- | ---- | ---- | ---- | ---- |
| 149  | ↗217 | ↘163 | ↘123 | ↗174 | ↘166 | ↗223 |

По данным Всероссийской переписи населения 2010 года — моноэтничное аварское село.